# Emmanuel Saez
Emmanuel Saez (ur. 26 listopada 1972) – francusko-amerykański ekonomista, profesor ekonomii na Uniwersytecie Kalifornijskim w Berkeley.
Zajmuje się głównie nierównościami dochodowymi i majątkowymi oraz teorią optymalnego opodatkowania. Wraz z Thomasem Pikettym i Gabrielem Zucmanem stworzył pracę traktującą o dochodach klasy niższej, klasy średniej i klasy wyższej na świecie. Z ich pracy wynika, iż w Stanach Zjednoczonych najbogatsi mają w ostatnich trzech dekadach coraz większy udział w dochodach, a nierówności społeczne są na poziomie podobnym do tych sprzed wielkiego kryzysu - ich praca przeczy teorii Kuznetsa o początkowym wzroście nierówności na wczesnych etapach rozwoju kraju, a następnie ich spadku. Saez jest zwolennikiem wprowadzania znacznej progresywności podatków w społeczeństwach o dużych nierównościach, jego zdaniem najwyższa stawka krańcowa podatków może przekraczać nawet 80% bez negatywnego wpływu na jakość życia większości populacji i gospodarkę. W swojej pracy stwierdził, że optymalna stawka podatkowa dla najlepiej zarabiających w USA powinna wynosić około 70%.
Wraz z Rajem Chettym badał mobilność społeczną w USA i jej przyczyny, wyszczególniając wśród nich: segregację, nierówności, jakość lokalnych szkół, kapitał społeczny oraz strukturę rodzin.
W 2009 roku otrzymał John Bates Clark Medal, a w 2010 roku nagrodę MacArthur Fellowship.